# Mabinline

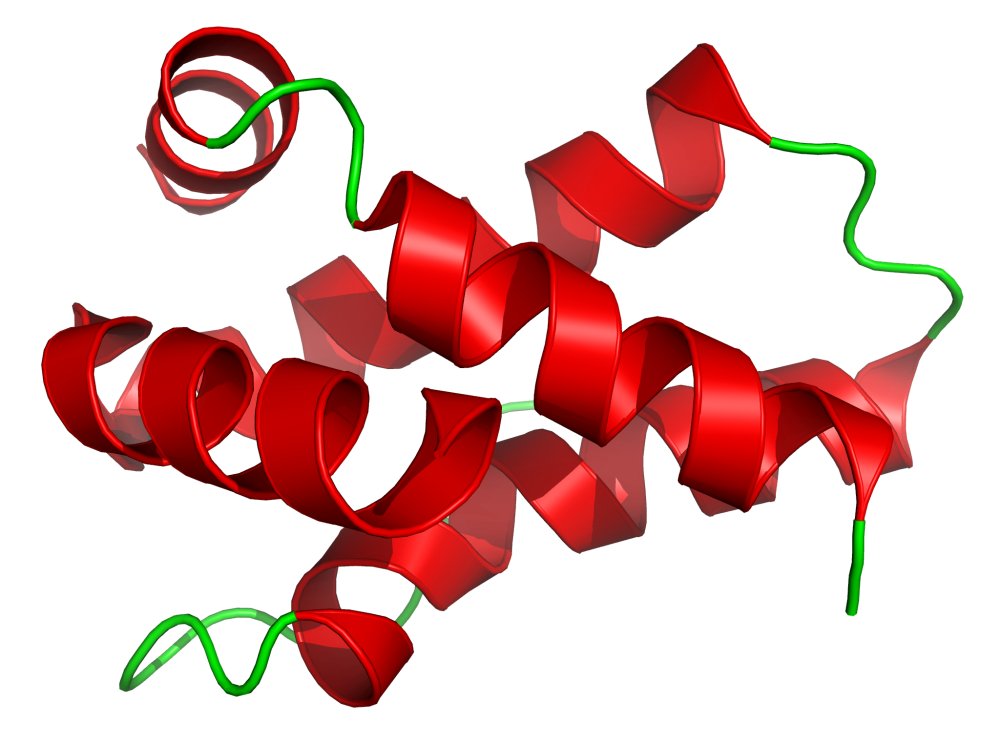
Image en 3 dimension de la protéine mabinline-2

Les mabinlines sont des protéines au goût sucré extraites de la graine du mabinlang (Capparis masaikai Levl.), une plante originaire du Yunnan (province de Chine).
Quatre protéines homologues ont été identifiées et nommées : mabinline-1, -2, -3 et -4. Mabinline-2 a été la première isolée en 1983 et caractérisée dix ans plus tard. Les autres variantes, mabinline-1, -3 and -4 ont été découvertes et caractérisées en 1994.

## Structure
Les quatre protéines possèdent une structure tertiaire similaire (2 chaînes reliées par des ponts disulfures) dont les séquences des acides aminés sont pratiquement identiques.
```
Chaîne A

M-1 : EPLCRRQFQQ HQHLRACQRY IRRRAQRGGL VD 
M-2 : QLWRCQRQFL QHQRLRACQR FIHRRAQFGG QPD 
M-3 : EPLCRRQFQQ HQHLRACQRY LRRRAQRGGL AD 
M-4 : EPLCRRQFQQ HQHLRACQRY LRRRAQRG 

Chaîne B

M-1 : EQRGPALRLC CNQLRQVNKP CVCPVLRQAA HQQLYQGQIE GPRQVRQLFR AARNLPNICK IPAVGRCQFT RW 
M-2 : QPRRPALRQC CNQLRQVDRP CVCPVLRQAA QQVLQRQIIQ GPQQLRRLFD AARNLPNICN IPNIGACPFR AW
M-3 : EQRGPALRLC CNQLRQVNKP CVCPVLRQAA HQQLYQGQIE GPRQVRRLFR AARNLPNICK IPAVGRCQFT RW 
M-4 : EQRGPALRLC CNQLRQVNKP CVCPVLRQAA HQQLYQGQIE GPRQVRRLFR AARNLPNICK IPAVGRCQFT RW
```

Séquence des acides aminés des protéines mabinlines (M) homologues, adapté de la base de données des protéines de Swiss-Prot,,,.
Les poids moléculaires respectifs de Mabinline-1, Mabinline-3 and Mabinline-4 sont 12,3 kDa, 12,3 kDa et 11,9 kDa.
Avec un poids moléculaire de 10,4 kDa, mabinline-2 est la plus légère. Sa structure tertiaire consiste en l’assemblage de 2 chaînes protéiques, A et B reliées par 2 ponts disulfures intermoléculaires. La chaîne A est constituée de 33 acides aminés et la chaîne B de 72,.
Cette protéine est la plus résistante à la chaleur comparée à ses 3 homologues mais aussi une des plus stables comparée aux autres protéines sucrantes connues, et ceci est dû à la présence de ponts disulfures.

## Propriétés
La principale propriété des mabinlines est leur puissant goût sucré bien supérieur à celui du sucre. Elles sont aussi très stables à la chaleur.

### Saveur sucrée
Le pouvoir sucrant de la mabinline-2 a été estimé à 100 (à poids égal) et 375 (à concentration égale) soit nettement moins que la thaumatine mais avec un profil sucrant similaire. Les mabinlines homologues (-1, -3 et -4) sont de pouvoir sucrant équivalent à la mabinline-2. 

### Stabilité à la chaleur
Le pouvoir sucrant de mabinline-2 reste inchangé après incubation à 100 °C pendant 48 heures.
Le pouvoir sucrant des mabinline-3 et -4 reste inchangé après incubation à 80 °C pendant une heure alors que celui de mabinline-1 ne l’est plus dans les mêmes conditions,. D’après l’étude menée par Y. Kurihara, les différences de stabilité à la chaleur seraient dues à la présence de l’arginine ou de la glutamine en position 47 sur la chaîne B.

## Usage alimentaire
Mabinline-2 étant une protéine végétale naturelle, très soluble dans l’eau et résistante à la chaleur, a de forte chance de devenir un édulcorant naturel aussi répandu que la thaumatine. Cependant il n’existe pas encore de production industrielle de cette protéine. 

## Production
Durant la dernière décennie, des essais de production industrielle de la Mabinline-2  par génie génétique et synthèse ont été tentées. 
En 1996, la protéine a été exprimée dans une pomme de terre transgénique, cependant aucun résultat n’a été encore publié. Cependant la même équipe a déposé un brevet protégeant la fabrication de la protéine par clonage et séquencement génétique en 2000.
En 1998 la protéine a été synthétisée, cependant le produit de synthèse était sucré et astringent.